# HMS St. George (1785)
HMS St. George var en 3-mastet fuldrigger med 3 kanondæk og 98 kanoner, som bestiltes 16. juli 1774 på flådeværftet i Portsmouth af den britiske Royal Navy og søsattes den 14. oktober 1785.
Skibet fik en særlig tilknytning til Danmark og har lagt navn til Strandingsmuseum St. George i Thorsminde ved den jyske vestkyst, hvor det forliste om morgenen den 24. december 1811. En unik samling genstande er bjerget fra vraget og udstillet på museet.
St. George klassificeredes som et Duke-klasse linjeskib af 2. rang ligesom de 3 søsterskibe HMS Duke (1777), HMS Atlas (1782) og HMS Glory (1788), som dog alle byggedes på andre værfter.
Den britiske flåde har haft adskillige orlogsskibe med navn efter Englands skytshelgen Sankt Georg (på dansk Jørgen), både før og efter dette skib.

## Revolutionskrigene 1793-1795
Under revolutionskrigene i april 1793 var England i koalition med Spanien mod den første franske republik, da St. George med kontreadmiral John Gell og kaptajn Thomas Foley ombord fungerede som flagskib for en eskadre, som i Middelhavet opbragte et fransk kaperskib og dets prise St. Jago, et spansk registreret skib.
De 2 skibe skal have været lastet med 2.000.000 pesos ($) og pakker til en værdi af £ 200.000-300.000.
Under ledelse af HMS St. George eskorteredes de erobrede skibe til Portsmouth, hvor prisen mentes at være den mest værdifulde, som nogensinde var bragt til England.
Den 4. februar 1795 afgjordes, at £ 935.000 skulle udloddes i prisepenge til de involverede britere.
I oktober 1793 lykkedes det St. George at standse den franske fregat Modeste, som havde misbrugt neutraliteten af havnen i Genova. Kontreadmiral Gell måtte herefter returnere til England med dårligt helbred og kom ikke tilbage på skibet.
Den 13. juli 1795 deltog St. George i søslaget mod den franske flåde ved øgruppen Îles d'Hyères nær Toulon.
Allerede 22. juli 1795 afsluttedes Pyrenæerkrigen mellem Frankrig og Spanien og 19. august 1796 indgik de 2 lande alliance mod briterne ved undertegnelsen af den anden San Ildefonso-traktat.
Stærkt medvirkende til Spaniens handling skal have været den britiske konfiskation af St. Jago.

## Slaget på Reden 1801
Danmark-Norges neutralitet under de franske revolutionskrige var løst organiseret under det væbnede neutralitetsforbund, sammen med de andre neutrale lande Rusland, Sverige og Preussen. Den deraf følgende handelsfrihed blev omkring år 1800 så stor en torn i øjet på briterne, at Royal Navy samlede en større flåde i Great Yarmouth i Norfolk under kommando af admiral Hyde Parker og næstkommanderende viceadmiral Horatio Nelson, som 12. marts 1801 stævnede ud mod København.
St. George fungerede som flagskib for Nelson med Thomas Hardy som kaptajn og det lykkedes for Hardy at snige sig ind på Københavns Red om natten for at sondere dybden. Fordi man fandt sejlrenden for lille valgte Nelson i stedet at flytte over på HMS Elephant og benytte det som sit flagskib under slaget på Reden den 2. april 1801. Kaptajn Hardy ombord på St. George forholdt sig derfor i baggrunden under søslaget, i lighed med admiral Parker, og fungerede kun som reservestyrke.
Hardy blev senere viceadmiral og kaptajn på Nelsons flagskib HMS Victory under slaget ved Trafalgar, hvor Nelson døde.

## Andre togter
- I 1805 var St. George, ført af kaptajn Michael de Courcy, udsat for en voldsom orkan ved de Vestindiske Øer. [2]
- I august 1809 blev St. George flagskib for kontreadmiral Pickmore og kaptajn Joseph James i den Finske Bugt.
- Efter at være ombygget i Plymouth blev St. George i januar 1810 flagskib for kontreadmiral Robert Carthew Reynolds som returnerede til Østersøen. Kaptajn James afløstes maj 1810 af kaptajn Daniel Oliver Guion.

## Den sidste sejlads 1811
Efter Københavns bombardement i september 1807 og bortførelsen af den danske orlogsflåde fulgte kanonbådskrigen, der bl.a. indebar slaget om Anholt. Konvojer af koffardiskibe (handelsskibe) eskorteres af den britiske østersøflåde gennem indre danske farvande, for at undgå kapere.
- 1. november 1811. Årets sidste konvoj bestående af 129 koffardiskibe sejler afsted fra Hanøbugten ved Karlshamn mod Storbritannien med eskorte af britiske linjeskibe og brigge under kommando af viceadmiral James Saumarez på HMS Victory og næstkommanderende kontreadmiral Robert Carthew Reynolds på HMS St. George, men en storm tvinger konvojen til at vende om.
- 9. november. Konvojen sejler igen afsted fra ankerpladsen ved Hanø (Matvik?) og passerer Rügen, men tvinges 12. november af kraftig storm til at ankre op ved Rødsand syd for Lolland. Mange koffardiskibe lider havari og 12 går helt tabt.
- 15. november. St. George karambolerer med et andet skib og trækker sit anker, men grundstøder på Rødsand. Rig og ror tabes. Efter 30 timer kommer St. George fri og repareres med et nødror af tømmer fra linjeskibet HMS Cressy.
- 21. november. Konvojen sejler afsted fra Rødsand. Cressy har St. George på slæb.
- 1. december. Konvojen opankrer ved øen Vinga yderst i Gøteborgs skærgård. St. George ankommer dagen efter og repareres yderligere. Viceadmiral Saumarez har store betænkeligheder ved at lade St. George fortsætte, men på St. George fastholder kontreadmiral Reynolds og kaptajn Daniel Oliver Guion, at St. George kan klare turen over Nordsøen. Den 15. december er der nymåne.
- 16. og 17. december. Omkring 150 handelsskibe afsejler fra Vinga sammen med de 8 linjeskibe HMS Victory, HMS St. George, HMS Dreadnought, HMS Vigo, HMS Cressy, HMS Orion, HMS Hero og HMS Defence, samt nogle mindre krigsskibe, bl.a. briggen HMS Bellette. De skadede skibe St. George og Hero ledsages tæt af Defence og Cressy.
- 19. december. St. George, Defence, Cressy, Bellette og en del handelsskibe vender om i Skagerrak på grund af storm og høje søer. Cressy bugserer igen St. George, da dets midlertidige ror fastgjort med kabler ikke kan holde kursen.
- 21. december. I læ 4 sømil nordøst for Sælø fyr (formentlig ved Kungshamn) slår vinden om og der besluttes at gøre et nyt forsøg på at krydse Skagerrak og Nordsøen. Denne gang bliver St. George ikke bugseret af HMS Cressy.

## Thorsminde julen 1811
- 23. december 1811. Der er nu orkan fra nordvest og skibene kommer i store problemer ved den jyske vestkyst. Cressy og Bellette drejer af for at krydse op mod vinden. Defence har kortvarig St. George på slæb, men trossen springer. Defence forliser næste morgen på Thorsmindetangens yderste revle, ligesom St. George.
- 24. december. St. George forsøger først på natten at kovende ved at hejse klyveren, men den blæser væk og man får heller ikke løst foremærssejlet i toppen af riggen. Anbringelse af presenninger i finkenettet giver heller ikke ny fart. Man prøver at sætte et anker ud for om muligt at vinde omkring tovet, men det får fat i det midlertidige ror og brækker det. St. George strander kl. 6 morgen på den yderste revle 500 meter fra land et par kilometer syd for Thorsminde og får straks alvorlig slagside. Tømmermanden konstaterer 10 fod vand i lasten. Masterne kappes for at lette skibet og mandskabet sendes til pumperne. Alle joller undtagen barkassen skylles overbord og da 14 mand prøver at komme i land i den, kæntrer den og de drukner. Mesanmasten må kappes ved at skære riggen over med knive da alle økser er væk og da den gribes af stormen og søen, river den alle i nærheden med sig. Mange er for længst døde af kulde og anstrengelse, da en kæmpebølge ved 10-tiden river 400 mand med sig, døde og levende. Kl. 12 ophører al kommando. Om eftermiddagen ses fra kysten en del af kahytten og agterenden, hvorfra nogen forsøger at redde sig i land med stumperne af en mast, men de drukner. Om aftenen ses endnu ca. 150 mennesker om bord på vraget.
- 25. december. Det lykkes nogle af de endnu levende ombord at lave en tømmerflåde, som en halv snes mand kommer ned på, men kun 4 får surret sig så godt fast, at de kommer med den i land, ganske vist mere døde end levende. Senere driver 8 mand ind på planker. Kun 7 ud af vistnok 738 overlever.
- 26. december. Der er ikke længere antydning af liv om bord på vraget.

## De døde
De i alt næsten 1.400 druknede fra St. George og Defence drev de næste uger i land hele vejen ned til Nymindegab.
De omkomne officerer fra St. George var kontreadmiral Reynolds, kaptajn Guion, løjtnanterne Napier, Place, Thompson, Brannel, Dance, Tristam, Riches og Rogers, flagløjtnant Tippet, mester J. Belt, kirurg Heynes, præsten William Lake og purseren Saunders.

Strandfogederne sørgede for de dødes begravelse i klitterne i de såkaldte Dødemandsbjerge, bl.a. lige ud for St. George's strandingssted, hvor der 1937 rejstes en mindesten med teksten:

Ind under jul i strenge døgn fråded det vestjyske hav,
hundreder unge orlogsmænd fandt i klitterne her deres grav.
Stenen rejst til deres minde,
værnes skal mens sekler svinde.

I alt nåede 76 koffardiskibe fra konvojen til Storbritannien. Første division nåede frem 26. december under ledelse af viceadmiral Saumarez på Victory, sammen med linjeskibene Dreadnought, Vigo og Orion.
Også St. Georges følgeskibe Cressy og Bellette nåede engelsk havn, men linjeskibet HMS Hero forliste 28. december 1811 på sandbanken Noorderhaaks nær Den Helder og den vestfrisiske ø Texel, hvilket bragte det samlede antal omkomne fra konvojen op på ca. 2.000.
Det engelske admiralitet har opsat en mindetavle over de omkomne fra dette forlis samt fra forlisene af HMS Defence og HMS The Crescent i Lønstrup Kirke (overflyttet fra den nu forsvundne Maarup Kirke).
- Model på Strandingsmuseum St. George af skibet i høj sø set fra agter med en af dens kanoner i baggrunden
- Model af St. George med brækket fokkemast
- Mindetavlen i Lønstrup Kirke